# Lý thuyết tiền công hiệu quả
Lý thuyết tiền công hiệu quả là những lý thuyết của kinh tế học vĩ mô và kinh tế học lao động lý giải tại sao các doanh nghiệp trả tiền công cho công nhân cao hơn mức cân bằng của thị trường lao động. Những lý thuyết tiền công hiệu quả đều cho rằng tiền công cao làm tăng năng suất lao động và hiệu quả lao động. Các lý thuyết này được đưa ra từ những năm 1950 bởi trường phái cổ điển mới sau đó được phát triển thêm. Chúng lý giải một trong những nguyên nhân dẫn đến tính cứng nhắc của tiền lương (căn nguyên của thất nghiệp chờ việc): doanh nghiệp vẫn trả tiền công cho người lao động cao hơn mức cân bằng của thị trường, họ không thể cắt giảm tiền công ngay cả khi cung về lao động vượt quá cầu.

## Các lý thuyết cổ điển mới về tiền công hiệu quả
- Lý thuyết dinh dưỡng: lý thuyết này phổ biến ở các nước nghèo, nó cho rằng tiền công ảnh hưởng đễn chế độ dinh dưỡng của người lao động. Nếu được trả tiền công cao, người lao động sẽ có chế độ dinh dưỡng tốt hơn và do vậy sẽ khoẻ mạnh hơn, có năng suất lao động cao hơn. Đây là lý do khiến doanh nghiệp trả tiền công cao nhằm duy trì lực lượng lao động khoẻ mạnh và đạt được năng suất lao động cao. Tuy nhiên lý thuyết này rõ ràng không có nhiều ý nghĩa đối với các nước phát triển có mức sống cao, nơi mà tiền công trả cho người lao động cao hơn rất nhiều so với mức cần thiết để có sức khoẻ tốt.
- Lý thuyết tối thiểu hoá sự thay thế công nhân: có một số nguyên nhân dẫn đễn người lao động bỏ việc là tìm việc làm mới tốt hơn, thay đổi ngành nghề hoặc chuyển đi sinh sống ở nơi khác... Doanh nghiệp trả tiền công cao, người lao động càng có động cơ để không bỏ việc và do đó doanh nghiệp tránh được chi phí tuyển mộ, đào tạo lao động mới. Lý thuyết này tỏ ra đúng đắn ở các nước phát triển.
- Lý thuyết lựa chọn bất lợi: lý thuyết này cho rằng chất lượng lao động bình quân của một doanh nghiệp phụ thuộc vào mức tiền công mà doanh nghiệp đó trả cho người lao động của mình. Nếu doanh nghiệp trả tiền công không đủ cao, những người lao động giỏi nhất sẽ bỏ đi tìm việc làm ở doanh nghiệp khác và như vậy chất lượng lao động bình quân của lao động giảm xuống (thuật ngữ kinh tế học gọi đây là sự lựa chọn bất lợi). Thông qua việc trả tiền công cao hơn mức cân bằng của thị trường lao động, doanh nghiệp giảm được hiện tượng lựa chọn bất lợi, duy trì và cải thiện chất lượng bình quân của lực lượng lao động dẫn đến có năng suất lao động cao.
- Lý thuyết ngăn ngừa sự suy giảm đạo đức, còn gọi là lý thuyết ngăn ngừa sự lười biếng: lý thuyết này cho rằng tiền công cao làm tăng nỗ lực của người lao động. Doanh nghiệp không thể giám sát một cách triệt để nỗ lực của người lao động bằng kỷ luật lao động, bản thân họ sẽ tự quyết định mức độ cần mẫn của mình. Người lao động có thể quyết định sẽ lao động cần mẫn hoặc trốn việc, lãn công kể cả khi bị phát hiện sẽ bị đuổi việc. Các nhà kinh tế gọi thái độ không chân thực này là sự suy giảm đạo đức. Doanh nghiệp giảm bớt sự suy giảm đạo đức bằng cách trả tiền công cao. Tiền công càng cao tổn thất mà người lao động phải gánh chịu khi bị đuổi việc càng lớn và do đó giảm được số lượng người lười biếng làm tăng năng suất lao động.

Tất cả các lý thuyết cổ điển mới kể trên đều dựa trên một giả thiết là người ta hành động vị kỷ, chỉ xuất phát từ lợi ích của mình mà không quan tâm đến lợi ích của người khác và của xã hội.
Một trong những minh chứng rất có giá trị cho các lý thuyết tiền công hiệu quả là "ngày làm việc 5 đô la của Henry Ford": năm 1914, Ford Motor đã bắt đầu trả cho công nhân 5 đô la một ngày trong khi mức bình quân thời kỳ đó chỉ có 2 đến 3 đô la một ngày. Sau này Henry Ford cho rằng đó là một trong những biện pháp cắt giảm chi phí tuyệt vời nhất. So với thời kỳ trước, số công nhân nghỉ việc giảm 75% và một báo cáo của thời kỳ đó đã viết rằng: "Mức tiền công cao của Ford đã quét sạch sự chây ỳ và chống đối... người lao động trở nên cực kỳ dễ bảo và có thể nói chắc chắn rằng từ hôm tất niên năm 1913 đó, không có nhà máy nào của Ford không cắt giảm đáng kể chi phí lao động của mình." Thực tế cho thấy lợi nhuận của Ford Motor tăng lên đáng kể khi thực thi chính sách tiền công này.

## Mô hình xã hội học về tiền công hiệu quả
Trái với các lý thuyết cổ điển mới được xây dựng dựa trên giả thiết người ta hành động vị kỷ, mô hình xã hội học về tiền công hiệu quả lại được xây dựng dựa trên giả thiết người ta có thể hành động vị tha với điều kiện có sự đền đáp cũng như có chuẩn mực về sự công bằng. Mô hình này cho rằng nỗ lực của người lao động phụ thuộc vào tiêu chuẩn công việc của nhóm lao động liên quan. Bằng cách trả tiền công cao hơn, doanh nghiệp có thể cải thiện tiêu chuẩn công việc của nhóm và qua đó cải thiện được mức độ nỗ lực bình quân của người lao động. Điều này được lý giải bằng một nguyên nhân xã hội học: người lao động nỗ lực hơn như là một sự đền đáp cho hành động chủ doanh nghiệp đã trả tiền công cho họ cao hơn mức tối thiểu cần thiết, phần trả cao hơn này được coi là chủ doanh nghiệp đã cho không người lao động. Tuy vậy lập luận này sẽ không đứng vững khi người lao động cho rằng họ không cần thiết phải nỗ lực hơn khi mức tiền công cao vì họ cho rằng họ xứng đáng được hưởng điều đó, việc trả tiền công cao thuần tuý chỉ là sự công bằng chứ không phải họ đã được cho không một phần tiền công. Vậy thì điều gì khiến các doanh nghiệp vẫn trả tiền công cao? Câu trả lời cho trường hợp này là giả thuyết về tiền công - nỗ lực. Theo đó người lao động hình thành một tiêu chuẩn về tiền công hợp lý. Nếu tiền công trả cho họ ở dưới mức tiêu chuẩn, những nỗ lực của họ sẽ bị suy giảm tương ứng. Tuỳ thuộc vào độ co giãn của mối quan hệ giữa tiền công và nỗ lực cũng như chi phí mà doanh nghiệp phải gánh chịu do sự suy giảm đạo đức mà mức tiền công hợp lý sẽ trở thành yếu tố mấu chốt trong mặc cả về tiền công. Vì một lý do nào đó doanh nghiệp phải trả tiền công cao hơn cho một nhóm người lao động (ví dụ để giảm bớt tình trạng bỏ việc do cung về loại lao động này thiếu theo lý thuyết tiền công hiệu quả) thì điều đó sẽ dẫn đến đòi hỏi của các nhóm khác trong doanh nghiệp về sự công bằng. Sự đòi hỏi này kéo theo thu nhập của các nhóm lao động khác trong doanh nghiệp cũng tăng lên.